# Ukončení aplikace
Ukončování aplikací, nazývané také vyřazení softwarových aplikací z provozu je postup určený k bezpečnému vypínání nadbytečných nebo zastaralých podnikových aplikací při zachování přístupu k historickým datům. Starší aplikace jsou často udržovány pouze za účelem poskytování občasného (sporadického) přístupu k datům v aplikační databázi za účelem splnění zákonných povinností nebo pro obchodní účely. Vzhledem k tomu, že některé organizace vynakládají více než 75 % svých rozpočtů na aplikační software na jeho průběžnou údržbu, může vyřazení zastaralých aplikací přinést značné úspory nákladů. 
Proces ukončení aplikace obvykle zahrnuje migraci dat z databáze starších aplikací do jiného datového úložiště nebo archivního úložiště, na kterém lze přistupovat k datům nezávisle pomocí standardních průmyslových reportů nebo nástrojů business intelligence. Vyřazení aplikací umožňuje IT oddělením ve společnostech redukovat software, hardware a zdroje potřebné ke správě starších dat.